# Ready at Dawn Studios
Ready at Dawn Studios fue una empresa desarrolladora de videojuegos con sede en Irvine, California (Estados Unidos). Fue fundada en septiembre de 2003 por un exmiembro de Naughty Dog, Didier Malenfant, y dos exmiembros de Blizzard Entertainment, Ru Weerasuriya y Andrea Pessino. Su primer título fue Daxter para PSP en 2006.
En 2008 desarrollaron su segundo título, God of War: Chains of Olympus para PSP y trabajaron en la conversión del juego de Okami para Wii.
En 2010 desarrollaron un nuevo juego de God of War para PlayStation Portable, God of War: Ghost of Sparta.
Después de realizar los juegos de God of War, anunciaron de que no volverán a trabajar para PSP.
Su último proyecto en consolas de octava generación y PC es The Order: 1886 lanzado en 2015, recibiendo críticas negativas con respecto a su duración pero positivas en cuanto a gráficos de nueva generación.
Actualmente se dedican a juegos de realidad virtual, desarrollando principalmente para el Oculus Rift.

## Juegos Desarrollados
Lista de juegos desarrollados por Ready at Dawn Studios:
- Daxter (2006) (PSP).
- God of War: Chains of Olympus (2008) (PSP).
- Ōkami (2008) (Wii).
- God of War: Ghost of Sparta (2010) (PSP).
- The Order: 1886 (2015) (PS4).
- Deformers (2017) (PS4, Windows, Xbox One).
- Lone Echo (2017) (Oculus Rift).
- Echo Arena (2017) (Oculus Rift, Oculus Quest).
- Echo Combat (2018) (Oculus Rift).
- Lone Echo II (2021) (Oculus Rift).